# Rio das Antas (vattendrag i Brasilien, Paraná, lat -24,03, long -50,70)
Rio das Antas är ett vattendrag i Brasilien.   Det ligger i delstaten Paraná, i den södra delen av landet, 1 000 km söder om huvudstaden Brasília.
Omgivningen kring Rio das Antas är huvudsakligen savann. Området är ganska glesbefolkat, med 32 invånare per kvadratkilometer.